# 豊和工業
豊和工業株式会社（ほうわこうぎょう、英: Howa Machinery, Ltd.）は、愛知県清須市に本社を置く機械メーカー。東京証券取引所スタンダード市場上場。
工作機械、油圧機器、特殊車両、防音サッシや銃器などを製造。自動小銃や迫撃砲をはじめとする自衛隊の装備も製造している。
創業時の社名は豊田式織機株式会社（豊田佐吉は初代常務取締役）。

## 沿革
- 1907年（明治40年） - 豊田佐吉発明の動力織機製造を目的として豊田式織機株式会社として創業。
- 1936年（昭和11年） - 昭和重工業株式会社を設立。
- 1941年（昭和16年） - 昭和重工業株式会社を合併し、豊和重工業株式会社に改称。
- 1945年（昭和20年） - 現社名である豊和工業株式会社に改称。
- 1949年（昭和24年） - 東京証券取引所、大阪証券取引所、名古屋証券取引所市場第一部に株式を上場。
- 1970年（昭和45年）1月13日 - 東富士演習場で新型迫撃砲の発射テスト中、暴発事故が発生。現地で作業を行っていた社長ら2人が重体、3人が負傷[1]。
- 2003年（平成15年） - 大阪証券取引所の上場廃止。
- 2023年（令和5年） - 東京証券取引所における市場区分を、プライム市場からスタンダード市場へ変更[2]。

## 事業所
- 本社・本社工場（愛知県清須市）
- 東京事務所（東京都千代田区）

## 人事部高等職業訓練校
豊和工業人事部高等職業訓練校は、認定職業訓練による職業能力開発校である。もとは工員教習所の名で1934年（昭和9年）に開始。その後1951年（昭和26年）の技能者養成令での訓練に変更し、法の改正に伴って1961年（昭和36年）には認定事業内職業訓練所となり、1類訓練を1980年（昭和55年）まで続け、その後高卒者による2類訓練1ヵ年に切り替え現在に至る。現在では15名前後の訓練生を職場に送り出し、2008年（平成20年）度採用の高校卒基幹技能職から「実践型人材養成システム」に取り組む。

## 関連会社など
- 中日運送株式会社
- 豊友物産株式会社
- 株式会社豊苑
- 株式会社セキュリコ
- ホーワマシナリーシンガポール株式会社
- 丰和（天津）机床有限公司
- 豊和病院 

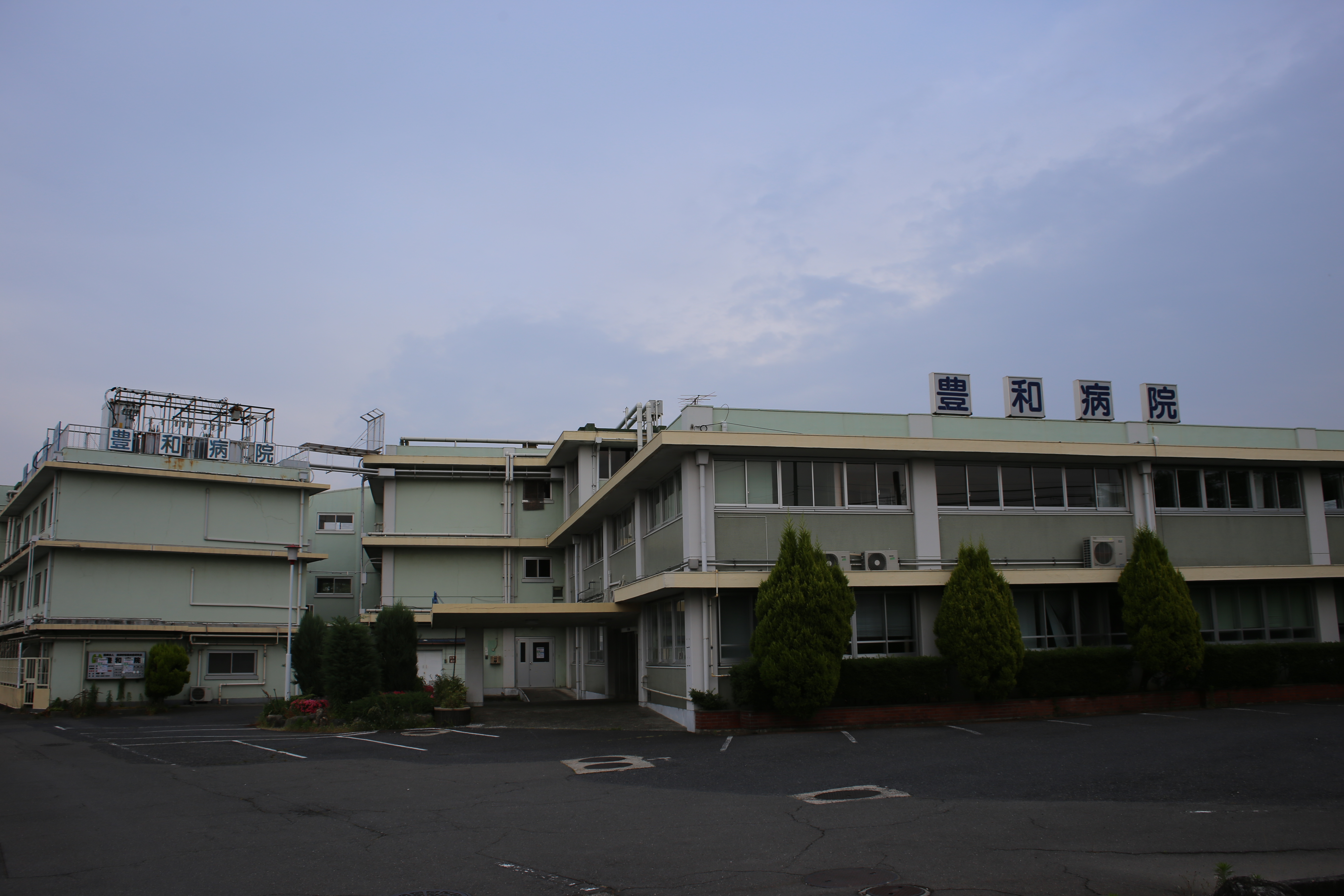
豊和病院（2016年5月）

  - かつて豊和工業健康保険組合が運営。2012年（平成24年）10月からは、当社と人的・資本的関係のない医療法人清須呼吸器疾患研究会が運営。
  - 2016年（平成28年）5月1日に「はるひ呼吸器病院」として、清須市の本社工場内から清須市春日流8番に移転し改称。

## 製品

### 1945年以後の火器
- 20式5.56mm小銃
- 89式5.56mm小銃
- 64式7.62mm小銃
- 96式40mm自動てき弾銃
- 64式81mm迫撃砲

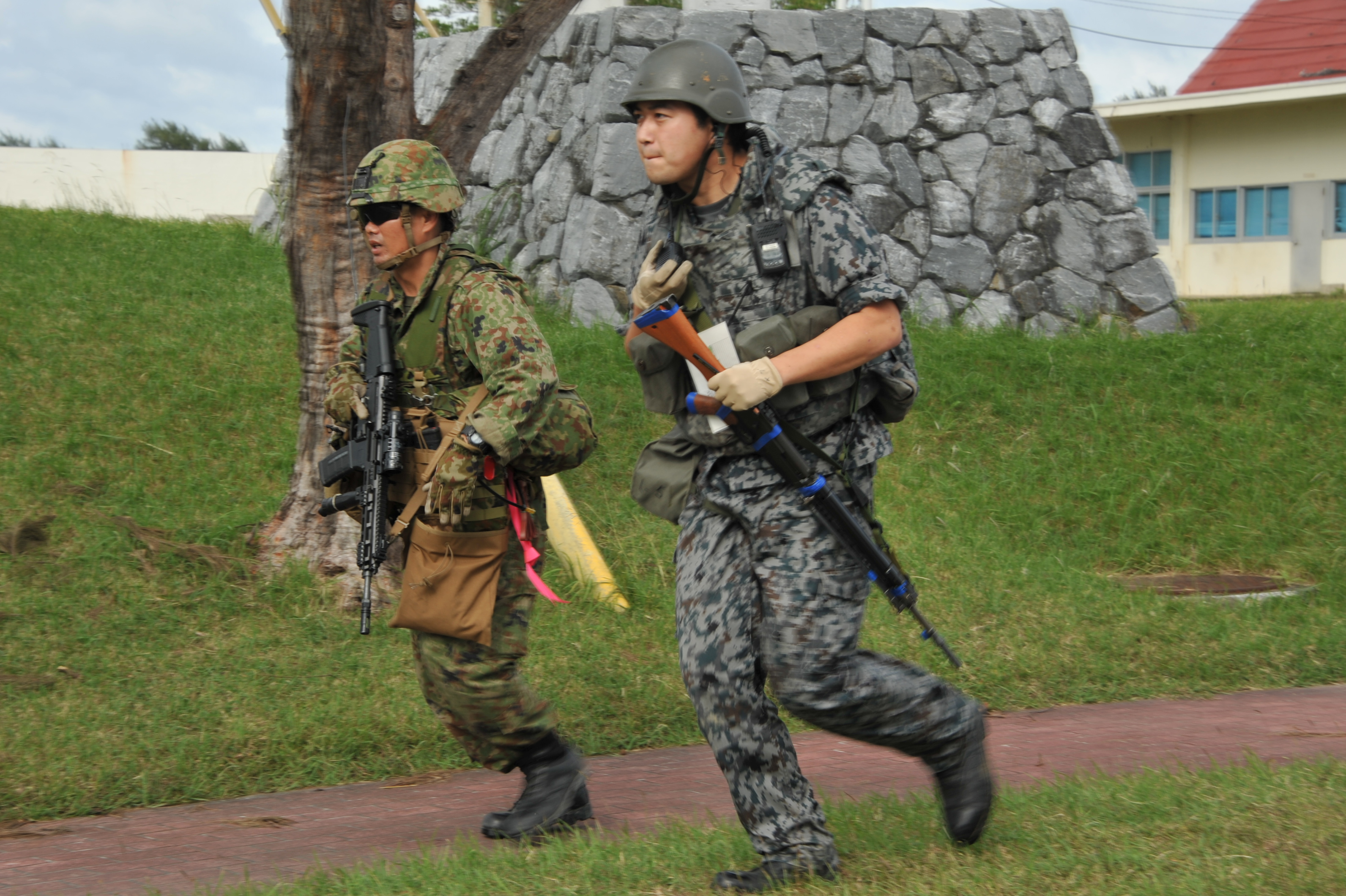
自衛隊で運用される64式小銃および20式小銃

- L16 81mm 迫撃砲（ライセンス生産）
- 120mm迫撃砲 RT（ライセンス生産）
- 84mm無反動砲（ライセンス生産）
- 豊和M1500
- 豊和ゴールデンベア
- 豊和M300 - M1カービンを国産化したもの。
- 豊和M55G - Co2ガスを使用するエアライフル。
- フジ スーパーオート - かつて豊和が製造を担当していたガス圧式自動散弾銃。
- フジ パーフェクトスキート - 上記モデルのスキート競技専用銃。
- AR-180 - アーマライトAR-18のスポーツモデル（半自動＝セミオートマチック機能に限定）をライセンス生産。
- マークII手榴弾（ライセンス生産）[3]
- 60式12.7mmスポットライフル（60式自走106mm無反動砲用）[3]
- 儀じょう銃 - M1ガーランドの後継として特別儀仗隊向けに製造。
- 76mm発煙弾発射機・76mm発煙弾

### 1945年以前の火器
- 九九式小銃
- 四式自動小銃 - 豊和工業は直接の開発・試製には関わっていないが、同銃の技術資料の提供や、同銃の技術陣の参加により、64式小銃開発の基礎とされたとする説がある[4]。
- その他
  - 旧日本軍の機関銃、手榴弾、火砲、弾薬、航空部品等を納入したとされる[3]。